# Ips (insecto)
Ips es un género de coleópteros de la familia Curculionidae, subfamilia de los escolitinos (Scolytinae), también conocidos como escarabajos de la corteza. Las especies se distribuyen por el hemisferio norte. Algunas especies fueron introducidas en África y Australia en el hemisferio sur. Muchas de las especies son consideradas plagas forestales ya que afectan los árboles, especialmente los pinos y abetos.

## Descripción
Los coleópteros de este género tienen una forma cilíndrica, una longitud de 3 a 6,5 milímetros, y son de color rojizo hasta negro. La parte posterior de los élitros es cóncava, y hay una cresta de 3 a 6 espinas notables en ambos lados de la depresión. El número y la forma de las espinas permiten distinguir las especies. El género se distingue de otros grupos de la tribu Ipini por la forma plana y ovalada de las clavas en las puntas de las antenas, y por los detalles de la concavidad en los élitros y los genitales del macho.
Los huevos son blancos y oblongos, hasta un milímetro de largo. Las larvas, que carecen de patas y tienen un color blanquecino con cabezas rojizas, son algo parecidas a gusanos.

## Biología
Los miembros de este género de escarabajos de la corteza se alimentan del floema en la capa interior de la corteza de los árboles. Por lo general habitan en árboles muertos, moribundos o debilitados, incluyendo árboles caídos, troncos cortados, y los restos de la tala de árboles. Se los puede encontrar en los árboles ya afectados por la sequía, rayos, actividad humana, o infestación de plagas. Muestran una clara preferencia por las coníferas, especialmente los pinos (Pinus) y píceas (Picea). Se los encuentra con menor frecuencia en los falsos abetos (Tsuga) y abetos del género Abies.
Como la mayoría de los escarabajos de la tribu Ipini, la mayoría de los Ips tienen un sistema de apareamiento polígamo con harenes de hembras. Típicamente, un macho establece una cámara nupcial en un tronco y produce una feromona de agregación que atrae tanto a machos como a hembras. Los machos cavan cámaras adicionales y cada hembra se une a uno de los machos, cavando una extensión en su cámara nupcial, donde deposita sus huevos. Un macho puede tener un harén de hasta 8 hembras. Las excepciones son I. latidens y I. avulsus, que son monógamos en la naturaleza.
Por lo general las feromonas de agregación contienen dos o más compuestos atrayentes activos, como ipsdienol, ipsenol, y cis-verbenol.
Estos escarabajos son también llamados grabadores por las largas galerías acanaladas que excavan en la albura. A medida que la hembra excava su propia extensión a partir de la cámara nupcial del macho, deposita los huevos en nichos individuales a lo largo de las paredes. Cuando la larva sale, cava un túnel fuera de su nicho. Las galerías ramificadas a menudo adquieren la forma de Y, H o I. Las galerías de Ips suelen ser claras y abiertas, a diferencia de las de algunos otros escarabajos de la corteza, que están llenas de polvo de madera y excrementos.
Los escarabajos crecen y se desarrollan más rápidamente durante las estaciones más cálidas. En el verano, I. grandicollis y I. calligraphus pueden completar un ciclo de vida en 25 días, y pueden producir hasta 8 generaciones por año. I. avulsus puede completar un ciclo de vida en tan sólo 18 días y alcanza hasta 10 generaciones por año. Después de la pupación, el nuevo escarabajo adulto abandona su lugar de nacimiento y puede volar varios kilómetros para localizar un árbol huésped apropiado para criar. Algunas especies invernan en agregaciones dentro de las galerías, mientras que otros buscan refugio en las capas exteriores de la corteza o en la hojarasca.

## Efectos en los árboles

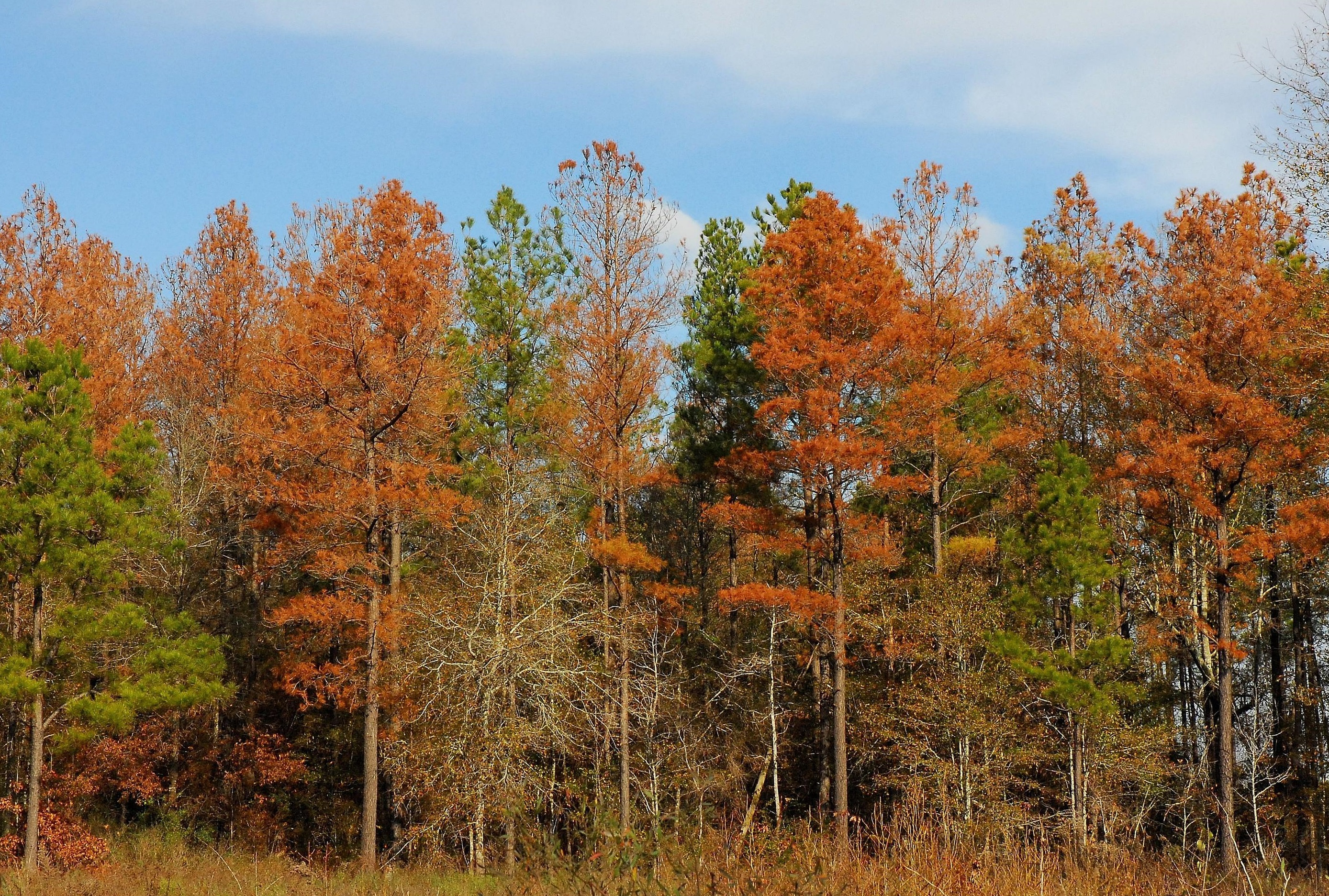
infestación de Ips avulsus en pinos taeda (Pinus taeda).

Como especies nativas, estos escarabajos son una parte natural de su entorno, excavando árboles dañados y a su vez formando parte del suministro de alimentos de los insectívoros. I. typographus se describe como "un componente esencial del ecosistema de cada bosque de abetos", ya que cava en la madera de árboles muertos y moribundos, contribuyendo al inicio del proceso de descomposición. Cuando existe una gran cantidad de árboles muertos y moribundos —por ejemplo tras sucesos de derribo por el viento— los escarabajos se aprovechan de la abundancia de recursos alimentarios y de hábitat, lo que resulta en un drástico crecimiento poblacional. Si a continuación los recursos disminuyen, las grandes poblaciones se trasladan a grupos de árboles sanos y se convierten en una plaga problemática. Generalmente los daños que causan no son tan graves como los de ciertos escarabajos del género Dendroctonus, que a veces comparten el mismo hábitat. Los brotes de Ips son menos comunes y generalmente de menor duración, bien que los severos brotes de Ips typographus que se produjeron en Europa en la década de 1990 inspiraron muchas nuevas investigaciones enfocadas en ips.
La actividad de alimentación de las larvas y adultos puede causar la muerte de un árbol si daña el floema de tal manera que resulta en el anillado del tronco. Los escarabajos también introducen varias especies de  hongos que invaden e infectan la madera, bloqueando el xilema. El primer indicio de una infestación de Ips en un árbol puede ser la decoloración de las agujas que se produce cuando los hongos bloquean el xilema e impiden el transporte de agua al follaje. Los escarabajos pueden ser vectores de varias especies de hongos mancha azul, incluyendo los de los géneros Ophiostoma y Ceratocystis.
Otros signos de una infestación incluyen partículas de polvo de madera que se acumulan en la corteza, el follaje, y los objetos cercanos, como resultado de la excavación de túneles. El polvo de madera puede mezclarse con resina que sale del sitio de la lesión, creando tubos blanquecinos o rojizos de resina, bien que estos son más comunes en las infestaciones de Dendroctonus. Los pájaros carpinteros pasan tiempo en los árboles infestados, desgastando poco a poco la corteza para alimentarse de los escarabajos.

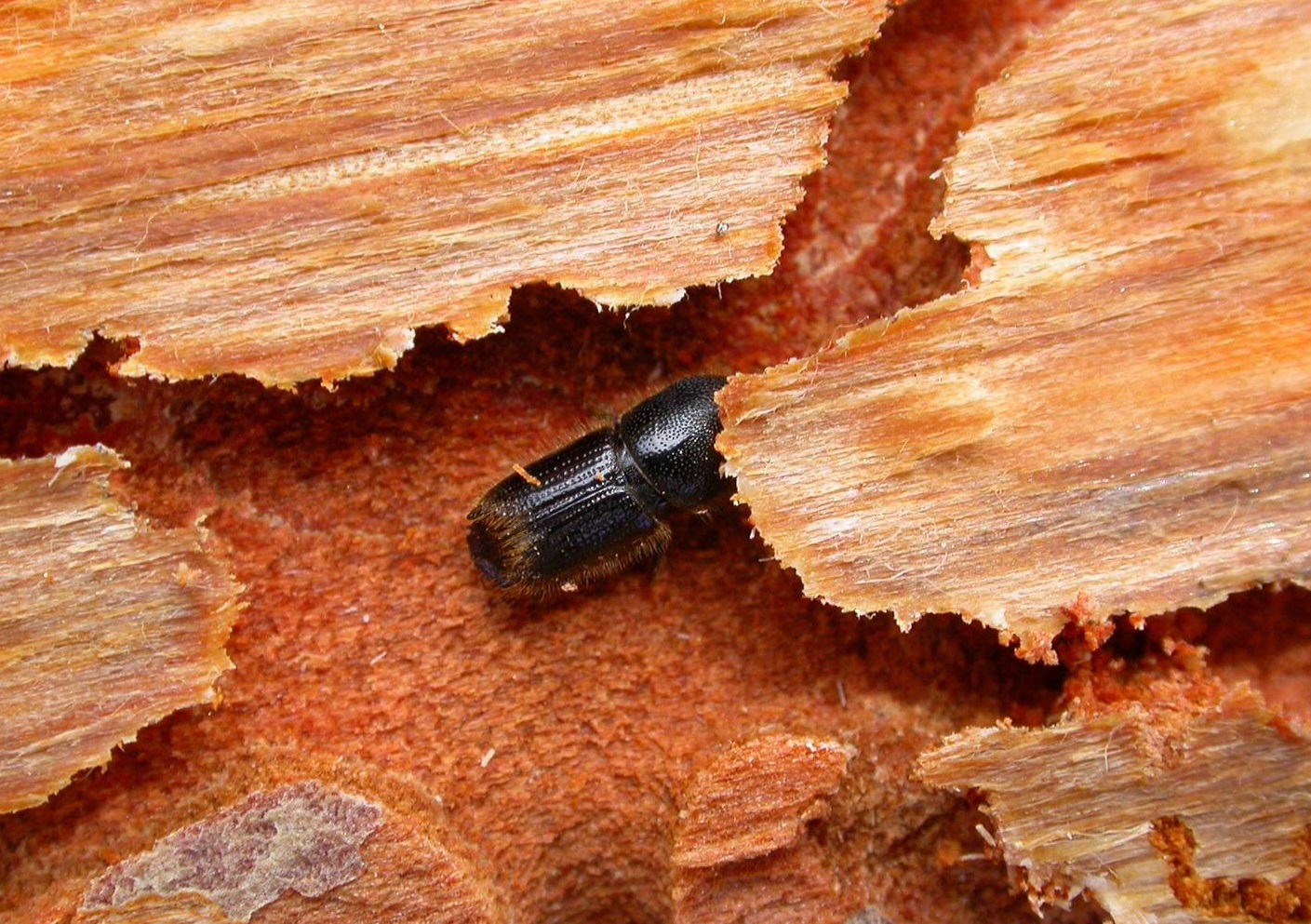
Ips sexdentatus en su galería.

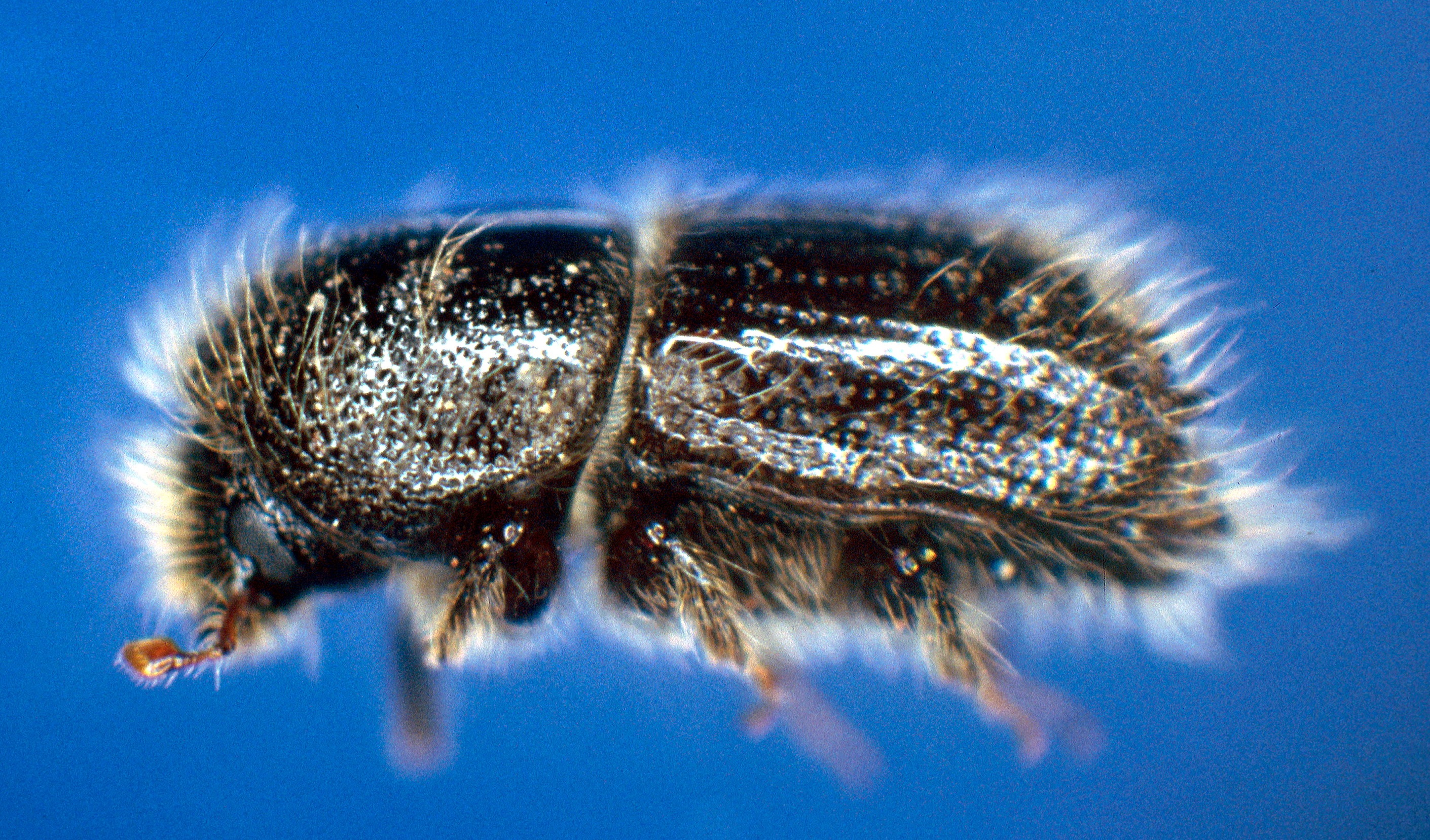
Ips typographus

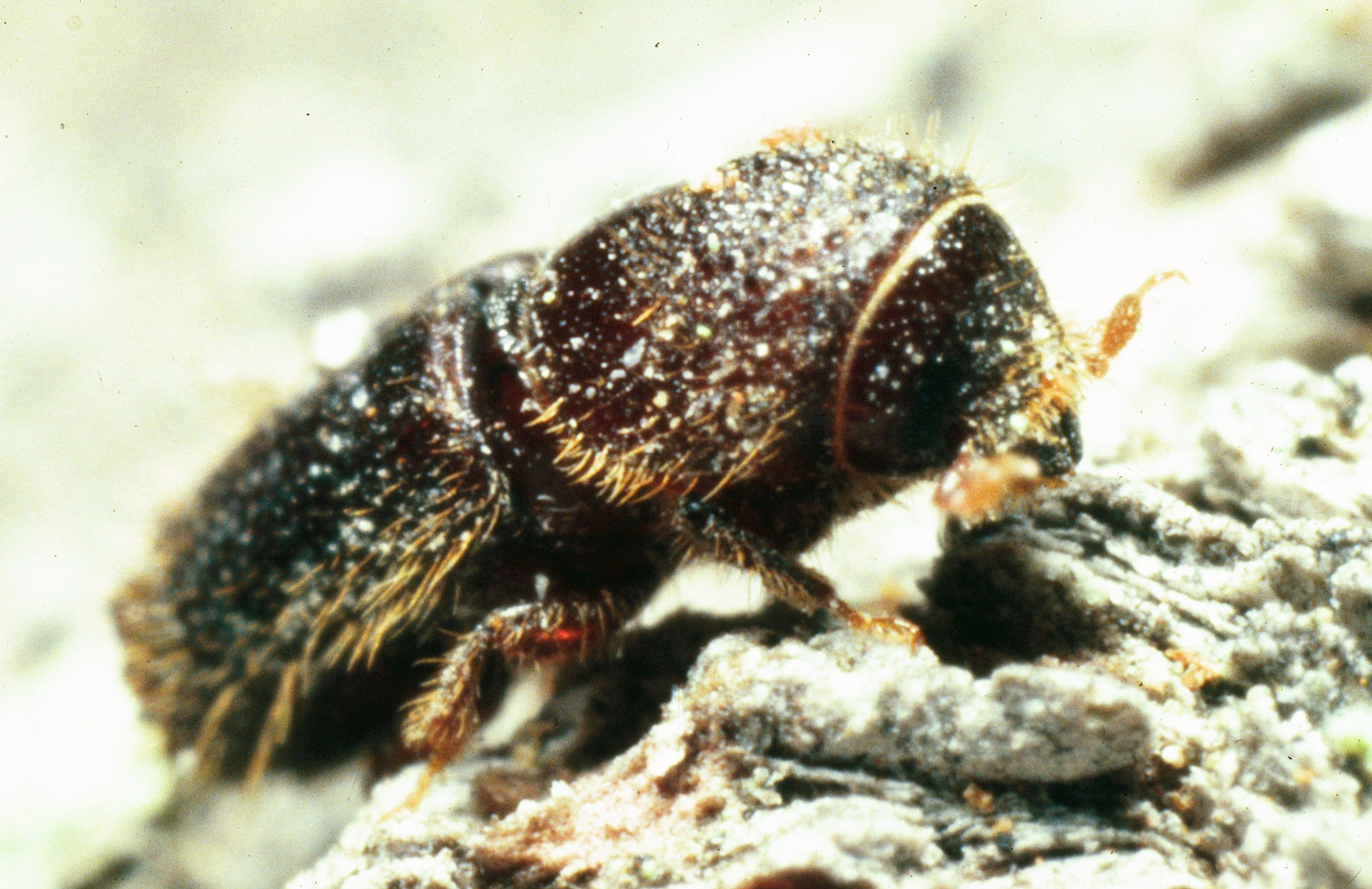
Ips latidens

## Taxonomía
El género agrupa a las especies reconocidas, que se dividen en cuatro subgéneros según una clasificación de 2001.
Se incluye las siguientes especies:
- Ips acuminatus
- Ips amitinus
- Ips apache
- Ips avulsus
- Ips bonanseai
- Ips borealis
- Ips calligraphus
- Ips cembrae
- Ips chinensis
- Ips confusus
- Ips cribricollis
- Ips duplicatus
- Ips emarginatus
- Ips grandicollis
- Ips hauseri
- Ips hoppingi
- Ips hunteri
- Ips integer
- Ips knausi
- Ips latidens
- Ips lecontei
- Ips longifolia
- Ips mannsfeldi
- Ips montanus
- Ips nitidus[12]
- Ips oregoni
- Ips paraconfusus
- Ips perroti
- Ips perturbatus
- Ips pilifrons
- Ips pini
- Ips plastographus
- Ips quadripunctata
- Ips schmutzenhoferi
- Ips sexdentatus
- Ips shangrila[13]
- Ips stebbingi
- Ips subelongatus
- Ips tridens
- Ips typographus
- Ips ussuriensis
- Ips woodi

El género Pseudips incluye tres especies que fueron transferidas de Ips en 2000: P. concinnus, P. mexicanus, y P. orientalis.

## Galería de fotos

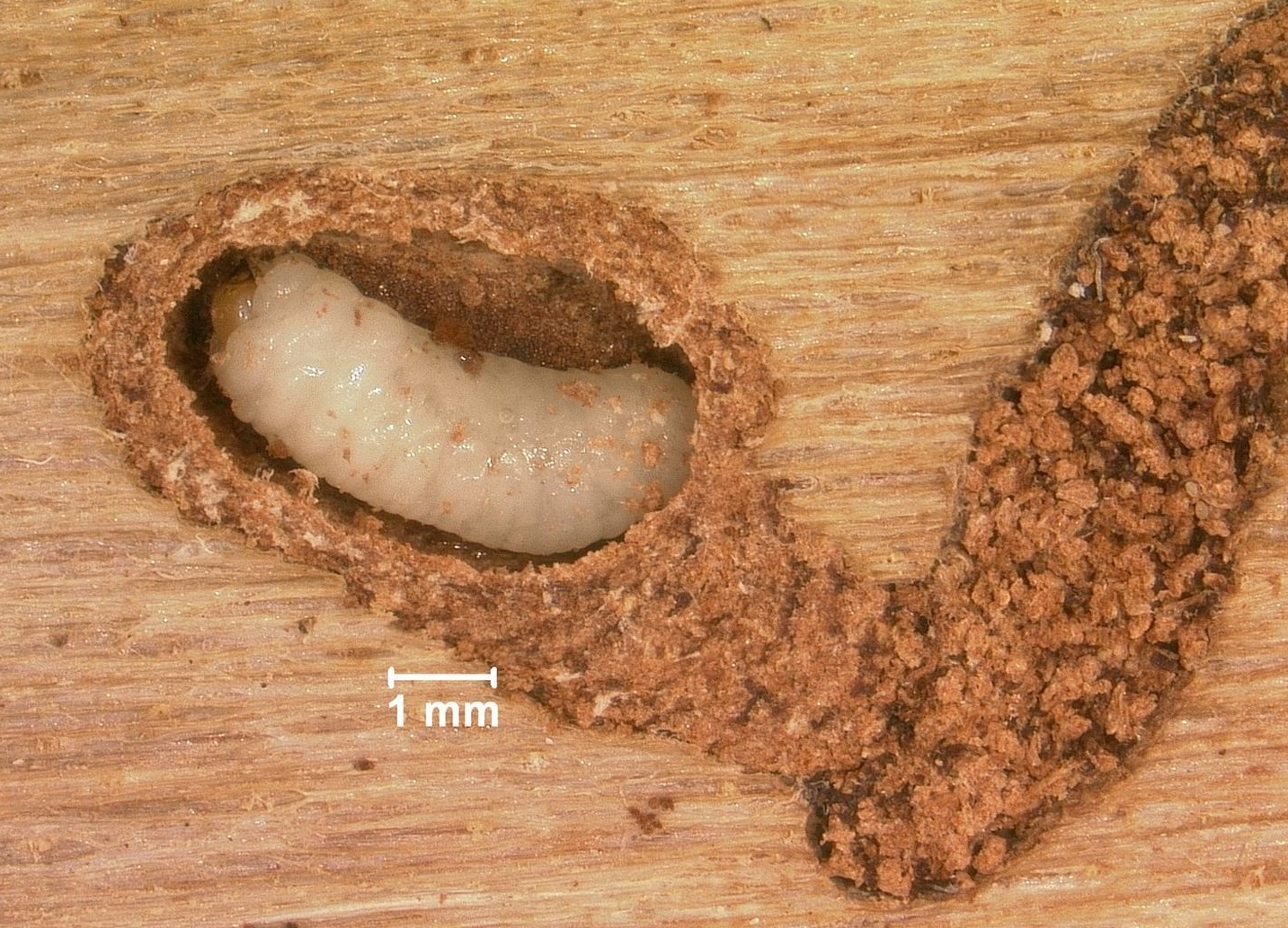
Larva de Ips grandicollis
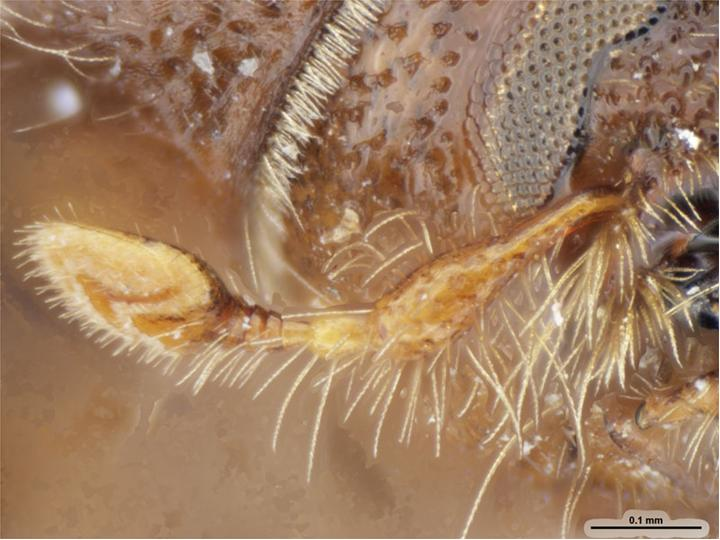
Clava de la antena de Ips confusus
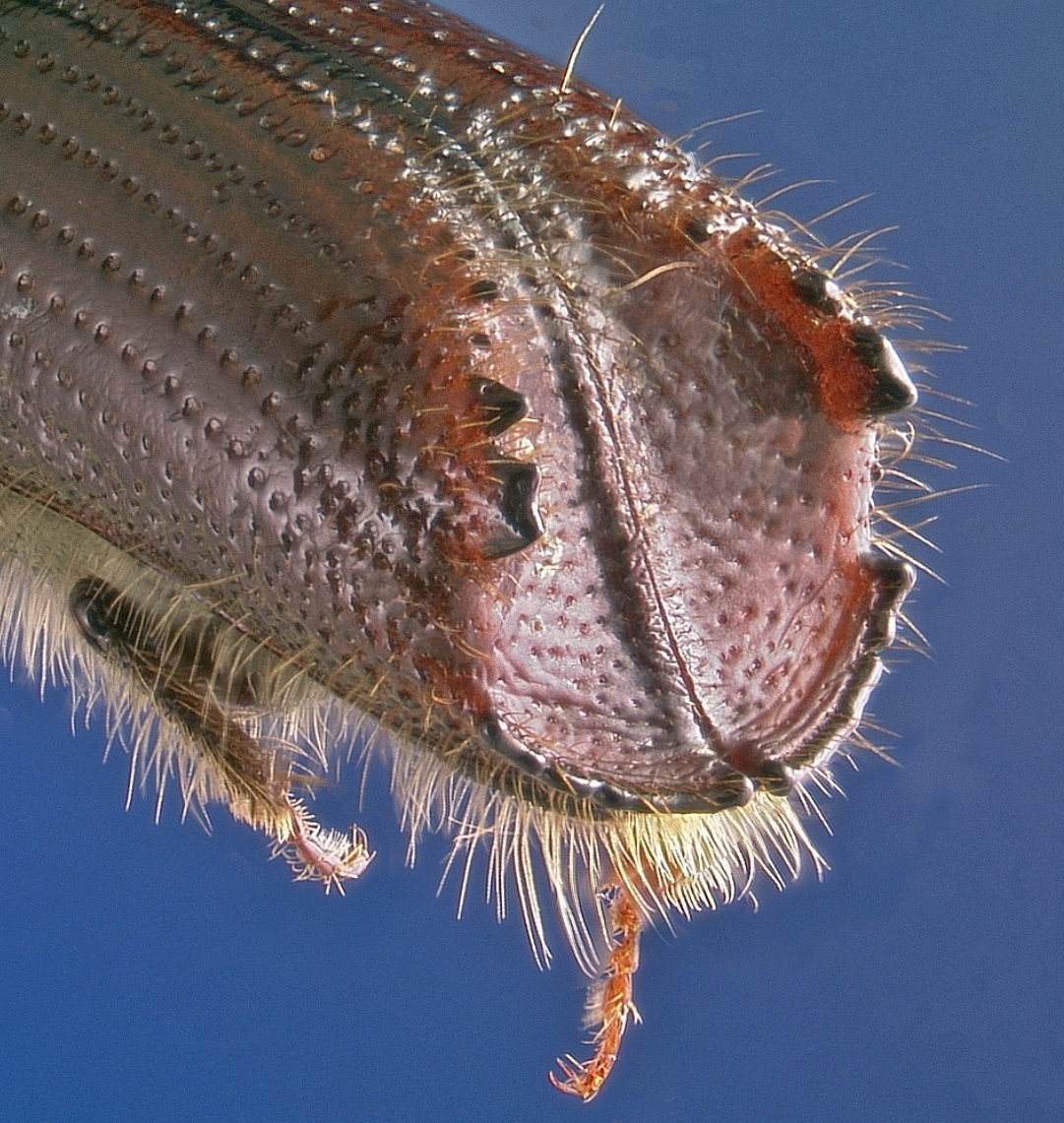
Espinas y elitra concava de Ips emarginatus
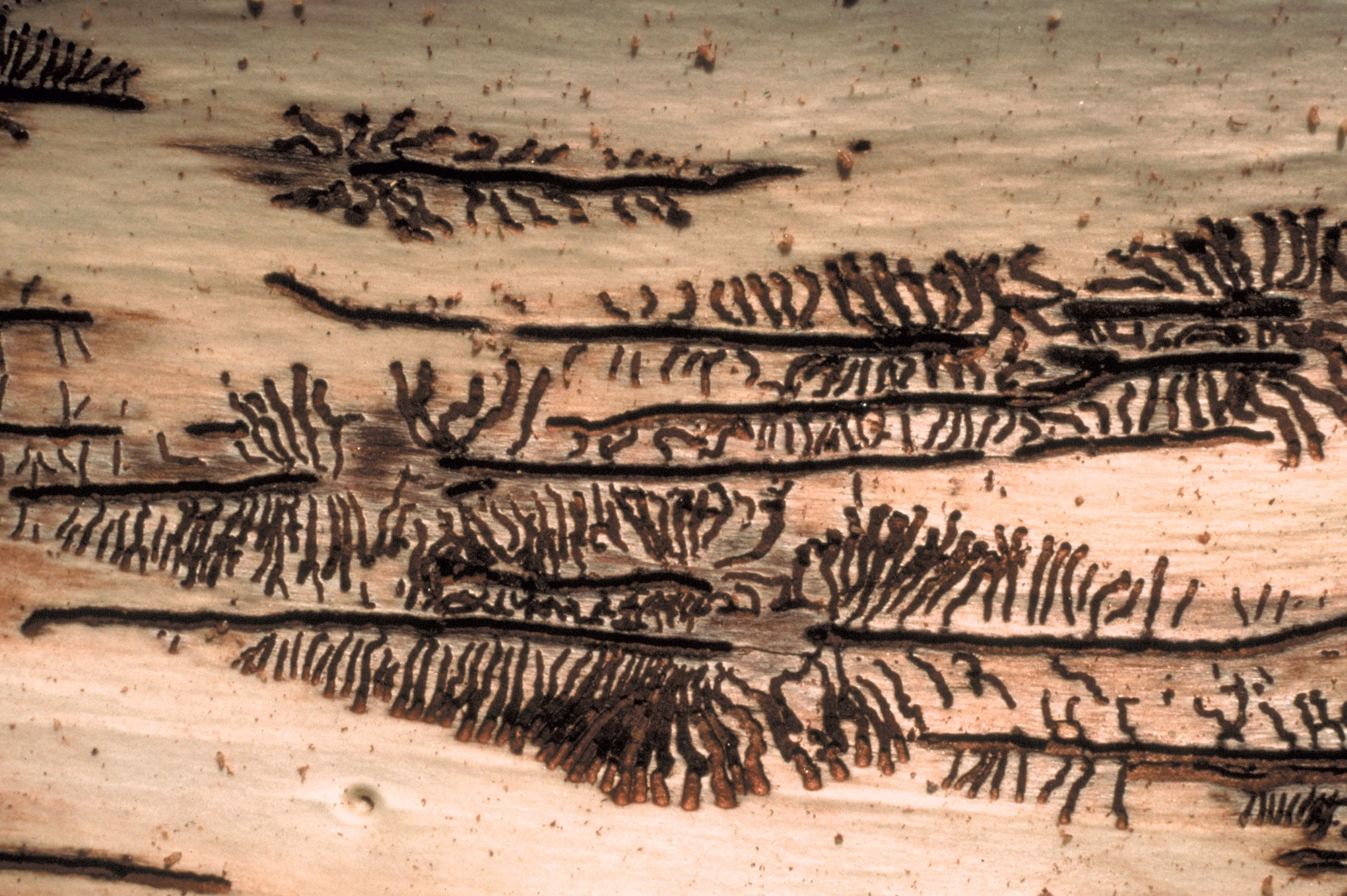
Galerías de Ips perturbatus
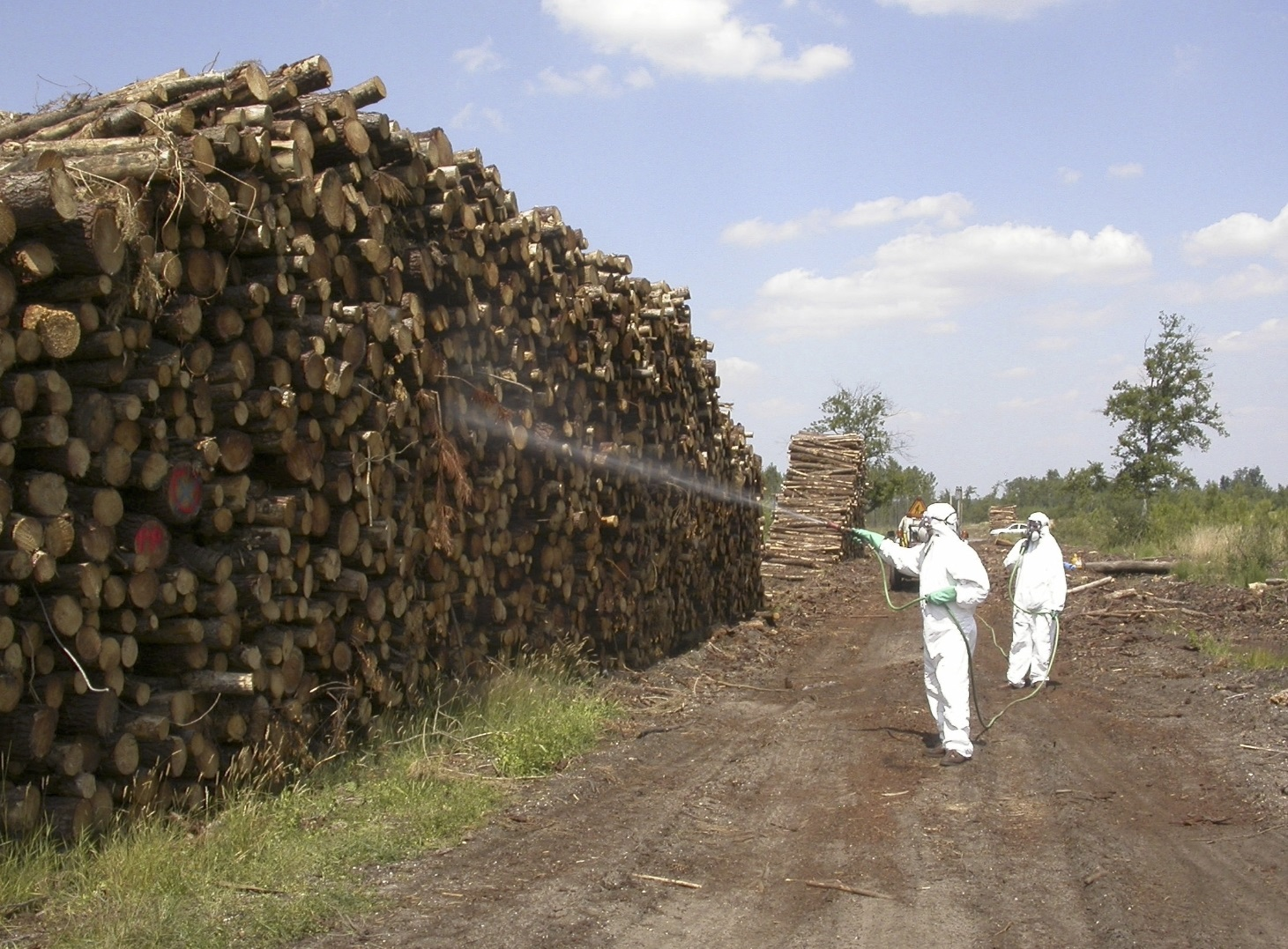
Tratamiento con insecticida de los troncos de pino contra Ips sexdentatus